# Ocalea (chi bọ cánh cứng)
Ocalea là một chi họ Staphylinidae. Nhóm này có đại diện sinh sống ở lục địa châu Âu, ở Đại Anh, ở Bắc Mỹ (British Columbia và có lẽ nơi khác nữa), và ở New Zealand. Chi này gồm 24 loài.